# Serhat Coşkun
Serhat Coşkun (ur. 18 lipca 1987 w Tokat) – turecki siatkarz, reprezentant kraju, grający na pozycji atakującego. 
Jest mężem siatkarki Tuğçe Hocaoğlu.

## Sukcesy klubowe
Mistrzostwo Turcji:
- 2024[3]
- 2013, 2023[4]
- 2012, 2015, 2018

Puchar Turcji:
- 2013, 2023[5], 2024[6]

Puchar CEV:
- 2013

## Sukcesy reprezentacyjne
Liga Europejska:
- 2012
- 2010

## Nagrody indywidualne
- 2010: Najlepszy punktujący Ligi Europejskiej
- 2012: Najlepszy punktujący Ligi Europejskiej[7]